# Массімо Капаччіолі
Массімо Капаччіолі (іт. Massimo Capaccioli) — італійський астрофізик, спеціаліст з позагалактичної астрономії. Колишній професор Падуанського і Неапольського університетів, колишній президент Італійського астрономічного товариства, іноземний член Національної академії наук України.

## Біографія
1969 року Массімо Капаччіолі закінчив факультет фізики в Падуанському університеті і почав працювати асистентом в тому ж університеті. У 1986 році він став астрономом Падуанської обсерваторії, а в 1989 році — професором астрономії Падуанського університету. 
1995 року кафедра Массімо Капаччіолі була переведена до Неапольського університету Федеріко II, і він продовжив свою роботу в Неаполі. В листопаді 2014 року він вийшов на пенсію, залишившись почесним професором. 
З 1993 по 2005 роки він був директором Обсерваторії Каподімонте в Неаполі. Протягом десяти років був президентом Італійського астрономічного товариства та генеральним президентом Національного товариства наук, літератури та мистецтв Неаполя.
Підтримує тісні наукові зв'язки з Україною, особливо з Харківським університетом. Є іноземним членом Національної академії наук України, почесним професором Харківського університету. 2022 року в співавторстві з професоркою Харківського університету Оленою Банніковою видав підручник з небесної механіки у видавництві Springer.

## Наукові результати
В основному він займається динамікою та еволюцією зоряних систем і спостережною космологією. Найзначніші результати його астрофізичних досліджень стосуються природи еліптичних галактик, темної матерії та масштабу космічних відстаней. Протягом двох десятиліть він співпрацював із Жераром де Вокулером з Техаського університету в Остіні.
Капаччіолі керував будівництвом Оглядового телескопа ДВТ, найбільшого у своєму класі у світі, який працює з жовтня 2011 року в Обсерваторія Паранал в Чилі. 